# Schreibwaren

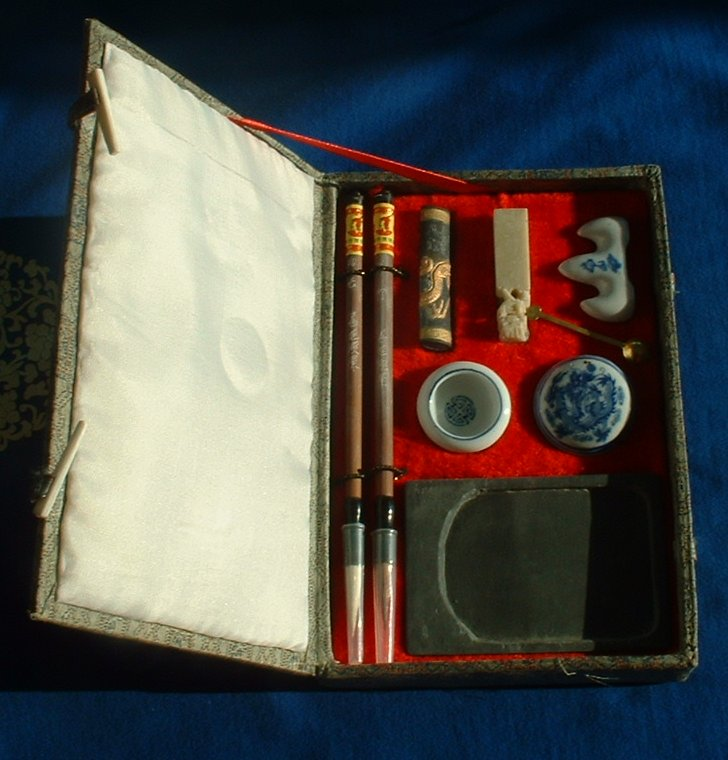
Die chinesischen Vier Schätze des Gelehrtenzimmers

Die Produktgruppe Schreibwaren umfasst Schreibgeräte und weitere Schreibhilfsmittel.
Innerhalb der Schreibwaren wird unterschieden in:
- Papier
- Briefhüllen (Briefumschläge, Versandtaschen)
- Schreibgeräte (Bleistifte, Fineliner, Füllfederhalter, Kugelschreiber …)
- Schulbedarf (Schulhefte, Blöcke, Schulfarbstifte, Schulmalfarben, Kreiden)
- Bastelbedarf
- Klebstoffe (auch Selbstklebebänder)
- Tuschefüller (auch Tusche, Transparentpapier und Folien, Schrift- und Zeichenschablonen)
- Zirkel und Zubehör
- Künstlermalfarben
- Künstlerfarbstifte und Kreiden
- Kleiner Bürobedarf (Briefwaagen, Locher, Heftgeräte, Scheren, Stempel)
- Drucker und Zubehör
- Registratur (Ordner, Hängeregistratur, Kartei)

Zu den Schreibhilfsmitteln zählen beispielsweise Anspitzer, Geodreieck, Lineal, Löschpapier, Löschwiege, Radiergummi, Schablone, Schreibsand, Storchschnabel und Tintenfass.

## Weiterführende Literatur
- Pascal Ladner: Schreibgeräte. In: Lexikon des Mittelalters. Band 7, Sp. 1554–1556.